# Pasarela de los Pinares de Venecia
La pasarela de los Pinares de Venecia es un puente peatonal y ciclista en la ciudad de Zaragoza que cruza por encima del cinturón de circunvalación Z-30 o Ronda Hispanidad a la altura de los pinares de Venecia, en el extremo sur del distrito de Torrero-La Paz, después de que la vía pase por los pinares al sur del Parque Grande y antes de que bordee el Cementerio de Zaragoza por su lado norte.
La pasarela permite cruzar por encima evitando la división de los montes, uno de los principales pulmones de la ciudad y acceder más fácilmente al Stadium Venecia, en sus proximidades. Estructuralmente se compone de dos arcos en sendos planos inclinados que soportan un tablero de 86 metros de longitud y 3 metros de anchura.